# Archytas arnaudi
Archytas arnaudi là một loài ruồi trong họ Tachinidae.